# Lee Sang-ho (snowboardzista)
Lee Sang-ho (kor. 이상호; ur. 12 września 1995) – południowokoreański snowboardzista, trzykrotny medalista mistrzostw świata juniorów.

## Kariera
Po raz pierwszy na arenie międzynarodowej pojawił się 20 sierpnia 2010 roku w Mt Hutt, gdzie w zawodach FIS Race zajął dziewiąte miejsce w gigancie równoległym. W 2011 roku wystąpił na mistrzostwach świata juniorów w Valmalenco, zajmując 16. miejsce w gigancie i 41. miejsce w slalomie równoległym. Jeszcze czterokrotnie startował w zawodach tego cyklu, najlepsze wyniki osiągając podczas mistrzostw świata juniorów w Yabuli w 2015 roku, gdzie był najlepszy w gigancie i trzeci w slalomie równoległym. Ponadto zdobył srebrny medal w pierwszej z tych konkurencji na mistrzostwach świata juniorów w Valmalenco w 2014 roku.
W zawodach Pucharu Świata zadebiutował 13 grudnia 2013 roku w Carezza, zajmując 52. miejsce w gigancie równoległym. Na podium zawodów tego cyklu po raz pierwszy stanął 5 marca 2017 roku w Kayseri, kończąc rywalizację w tej samej konkurencji na drugiej pozycji. W zawodach tych rozdzielił Austriaka Andreasa Prommeggera i swego rodaka, Choi Bo-guna. Najlepsze wyniki osiągnął w sezonie 2016/2017, kiedy to zajął piąte miejsce w klasyfikacji PAR i klasyfikacji giganta równoległego.
W 2017 roku zajął piąte miejsce w gigancie równoległym podczas mistrzostw świata w Sierra Nevada. Był też między innymi dwunasty w tej konkurencji na rozgrywanych dwa lata wcześniej mistrzostwach świata w Kreischbergu. W 2018 roku wywalczył srebrny medal w PGS podczas igrzysk olimpijskich w Pjongczangu. Uplasował się tam między Szwacjarem Nevinem Galmarinim i Žanem Koširem ze Słowenii.

## Osiągnięcia

### Igrzyska olimpijskie
| Miejsce | Dzień     | Rok  | Miejscowość | Konkurencja       | Zwycięzca       |
| ------- | --------- | ---- | ----------- | ----------------- | --------------- |
| 2.      | 24 lutego | 2018 | Pjongczang  | Gigant równoległy | Nevin Galmarini |

### Mistrzostwa świata
| Miejsce | Dzień       | Rok  | Miejscowość   | Konkurencja       | Zwycięzca          |
| ------- | ----------- | ---- | ------------- | ----------------- | ------------------ |
| 36.     | 25 stycznia | 2013 | Stoneham      | Gigant równoległy | Benjamin Karl      |
| 20.     | 27 stycznia | 2013 | Stoneham      | Slalom równoległy | Rok Marguč         |
| 25.     | 22 stycznia | 2015 | Kreischberg   | Slalom równoległy | Roland Fischnaller |
| 12.     | 23 stycznia | 2015 | Kreischberg   | Gigant równoległy | Andriej Sobolew    |
| 19.     | 15 marca    | 2017 | Sierra Nevada | Slalom równoległy | Andreas Prommegger |
| 5.      | 16 marca    | 2017 | Sierra Nevada | Gigant równoległy | Andreas Prommegger |
| 31.     | 4 lutego    | 2019 | Park City     | Gigant równoległy | Dmitrij Łoginow    |
| DSQ.    | 5 lutego    | 2019 | Park City     | Slalom równoległy | Dmitrij Łoginow    |
| 14.     | 1 marca     | 2021 | Rogla         | Gigant równoległy | Dmitrij Łoginow    |
| 5.      | 2 marca     | 2021 | Rogla         | Slalom równoległy | Benjamin Karl      |

### Puchar Świata

#### Miejsca w klasyfikacji generalnej PAR
- sezon 2013/2014: 67.
- sezon 2014/2015: 42.
- sezon 2015/2016: 23.
- sezon 2016/2017: 5.
- sezon 2017/2018: 17.
- sezon 2018/2019: 15.
- sezon 2019/2020: 14.
- sezon 2020/2021: 27.
- sezon 2021/2022:

#### Miejsca na podium w zawodach
1. Kayseri – 5 marca 2017 (gigant równoległy) - 2. miejsce
2. Pjongczang – 17 lutego 2019 (gigant równoległy) - 3. miejsce
3. Cortina d’Ampezzo – 14 grudnia 2019 (gigant równoległy) - 2. miejsce
4. Bannoje – 11 grudnia 2021 (gigant równoległy) - 1. miejsce
5. Bannoje – 12 grudnia 2021 (slalom równoległy) - 2. miejsce
6. Cortina d’Ampezzo – 18 grudnia 2021 (gigant równoległy) - 2. miejsce